# Rakegill Beck
Der Rakegill Beck ist ein Wasserlauf im Lake District, Cumbria, England.
Der Rakegill Beck entsteht als Abfluss des Cogra Moss an dessen Westende. Er fließt in nordwestlicher Richtung, bis er den Ort Crossgates erreicht. Hier wechselt er seinen Namen zu Wood Beck und fließt in westlicher Richtung bis zu seiner Mündung in den River Marron.